# Comptosia quadripennis
Comptosia quadripennis är en tvåvingeart som först beskrevs av Walker 1849.  Comptosia quadripennis ingår i släktet Comptosia och familjen svävflugor. Inga underarter finns listade i Catalogue of Life.